# Joane Gadou
Kouakou Henry-Joane Aaron Aimerick Gadou (Aubervilliers, 17 gennaio 2007) è un calciatore francese, difensore del Salisburgo.

## Caratteristiche tecniche
Difensore centrale molto alto, viene paragonato ai connazionali Tanguy Nianzou ed El Chadaille Bitshiabu.

## Carriera

### Club
Cresciuto nel settore giovanile del Paris Saint-Germain, il 3 settembre 2024 è stato acquistato a titolo definitivo dal Salisburgo che lo ha inizialmente assegnato alla propria seconda squadra, il Liefering, militante nella seconda divisione austriaca, nella quale rimane tuttavia per brevissimo tempo (gioca solamente una partita). Ha successivamente debuttato in prima squadra il 28 settembre nell'incontro di prima divisione austriaca vinto 2-0 contro l'Austria Vienna ed in poco tempo è divenuto uno dei giocatori chiave nella formazione titolare del club austriaco. il 15 ottobre dello stesso anno è stato inserito dal quotidiano britannico The Guardian nella lista dei migliori calciatori nati nel 2007. Nell'estate del 2025 ha partecipato al Mondiale per club.

### Nazionale
Ha giocato con le nazionali giovanili francesi Under-16, Under-17, Under-18 ed Under-19.

## Statistiche

### Presenze e reti nei club
Statistiche aggiornate al 2 agosto 2025.
| Stagione          | Squadra           | Campionato        | Campionato | Campionato | Coppe nazionali | Coppe nazionali | Coppe nazionali | Coppe continentali | Coppe continentali | Coppe continentali | Altre coppe | Altre coppe | Altre coppe | Totale | Totale | Totale |
| Stagione          | Squadra           | Comp              | Pres       | Reti       | Comp            | Pres            | Reti            | Comp               | Pres               | Reti               | Comp        | Pres        | Reti        | Pres   | Reti   |        |
| ----------------- | ----------------- | ----------------- | ---------- | ---------- | --------------- | --------------- | --------------- | ------------------ | ------------------ | ------------------ | ----------- | ----------- | ----------- | ------ | ------ | ------ |
| 2024-2025         | Liefering         | 2L                | 1          | 0          | -               | -               | -               | -                  | -                  | -                  | -           | -           | -           | 1      | 0      |        |
| 2024-2025         | Salisburgo        | BL                | 21         | 0          | CA              | 1               | 0               | -                  | -                  | -                  | Cmc         | 3           | 0           | 25     | 0      |        |
| 2025-2026         | Salisburgo        | BL                | 1          | 0          | CA              | 1               | 0               | UCL                | 2                  | 0                  | -           | -           | -           | 4      | 0      |        |
| Totale Salisburgo | Totale Salisburgo | Totale Salisburgo | 22         | 0          |                 | 2               | 0               |                    | 2                  | 0                  |             | 3           | 0           | 29     | 0      |        |
| Totale carriera   | Totale carriera   | Totale carriera   | 23         | 0          |                 | 2               | 0               |                    | 2                  | 0                  |             | 3           | 0           | 30     | 0      |        |